# ويليام بار (رسام)
ويليام بار (بالإنجليزية: William Barr)‏ هو رسام أمريكي، ولد في 26 أبريل 1867 في غلاسكو في المملكة المتحدة، وتوفي في 25 فبراير 1933.